# Polyipnus
Polyipnus är ett släkte av fiskar. Polyipnus ingår i familjen pärlemorfiskar.

## Dottertaxa tillPolyipnus, i alfabetisk ordning[1]
- Polyipnus aquavitus
- Polyipnus asper
- Polyipnus asteroides
- Polyipnus bruuni
- Polyipnus clarus
- Polyipnus danae
- Polyipnus elongatus
- Polyipnus fraseri
- Polyipnus indicus
- Polyipnus inermis
- Polyipnus kiwiensis
- Polyipnus laternatus
- Polyipnus latirastrus
- Polyipnus limatulus
- Polyipnus matsubarai
- Polyipnus meteori
- Polyipnus nuttingi
- Polyipnus oluolus
- Polyipnus omphus
- Polyipnus ovatus
- Polyipnus parini
- Polyipnus paxtoni
- Polyipnus polli
- Polyipnus ruggeri
- Polyipnus soelae
- Polyipnus spinifer
- Polyipnus spinosus
- Polyipnus stereope
- Polyipnus surugaensis
- Polyipnus tridentifer
- Polyipnus triphanos
- Polyipnus unispinus